# Adolf Hölzel
Pour les articles homonymes, voir Hölzel.
 (décembre 2023).
Adolf Richard Hölzel (né le 13 mai 1853 à Olmütz, mort le 17 octobre 1934 à Stuttgart) est un peintre allemand, pionnier du modernisme.

## Biographie
Ce fils de l'éditeur Eduard Hölzel (de) suit durant trois ans un apprentissage de typographe dans la maison d'édition de cartes géographiques de Friedrich Andreas Perthes (de) et prend des cours privés de dessin. En 1871, il déménage avec ses parents à Vienne.

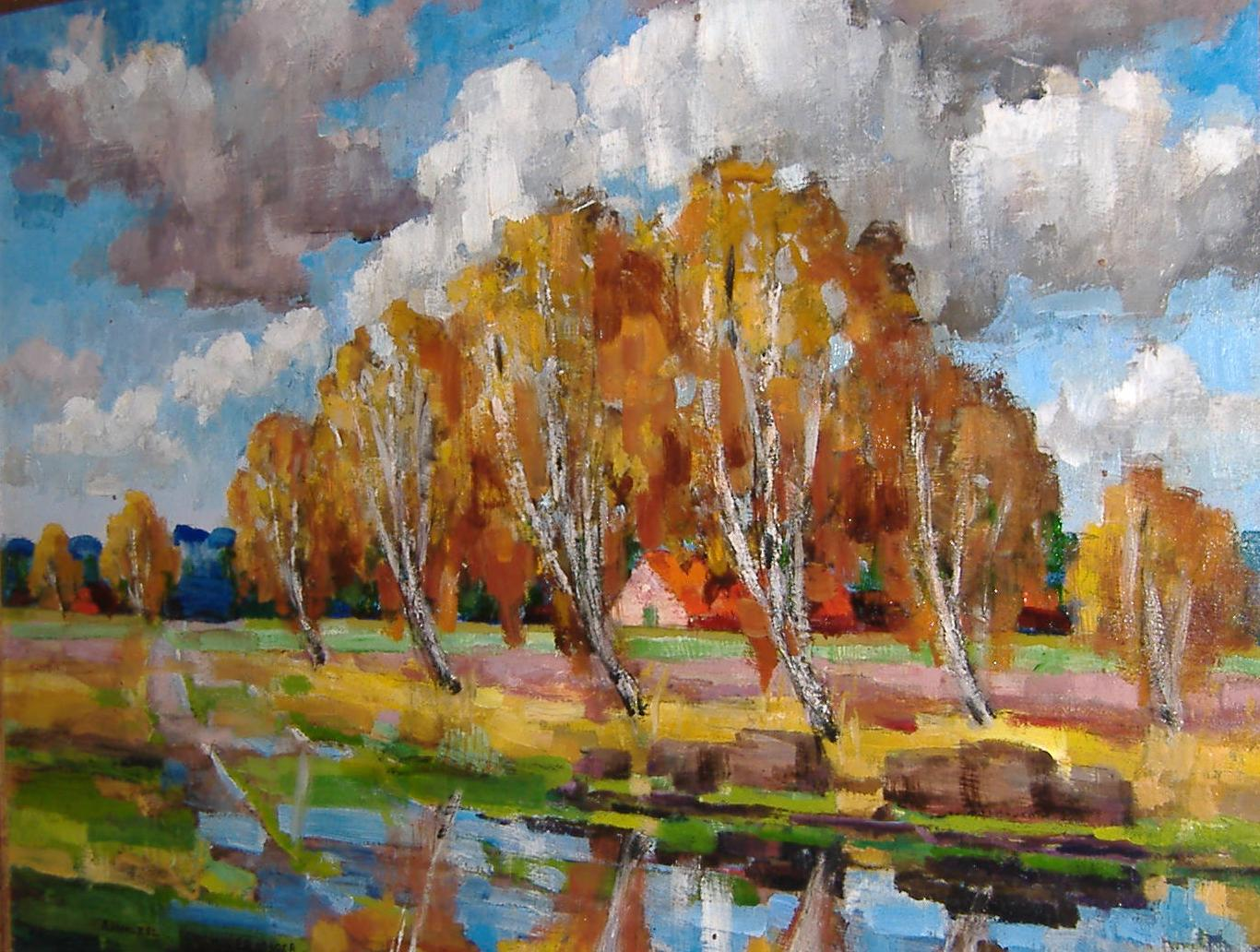
Paysage de Dachau, vers 1900

En 1872, il étudie la peinture à l'Académie des beaux-arts de Vienne puis en 1876 à l'Académie des beaux-arts de Munich. Après avoir terminé ses études, il épouse Karoline Emilie von Karlowa. Le couple vit soit à Rothenburg, soit dans la ville bavaroise. Il rencontre le peintre impressionniste Fritz von Uhde et fonde avec Ludwig Dill et Arthur Langhammer (de) l'« École de Dachau » où il vit de 1888 à 1905 et donne des cours à de nombreux élèves.
Il participe aussi à la Sécession de Munich et à la Sécession viennoise. Il publie dans Ver sacrum son soutien à Gustav Klimt, exclu en 1905 et part de la Sécession viennoise. Peu à peu, il abandonne la représentation en se consacrant à des peintures de paysages en s'inspirant des leçons de couleurs de Goethe.

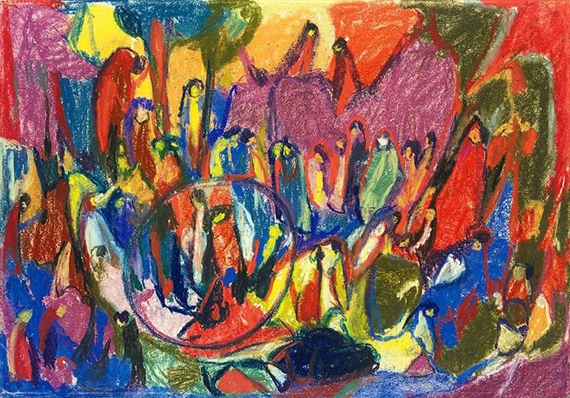
Composition vec figures, 1920

En 1905, il devient professeur à l'école des Beaux-Arts de Stuttgart en succession de Leopold von Kalckreuth. Il présente, quatre ans avant Wassily Kandinsky, une composition abstraite rouge. Il travaille aussi sur le thème religieux comme une Sainte Ursule commandée par le Deutscher Werkbund.
En 1916, il réunit autour de lui ses élèves et des sympathisants pour une exposition à Fribourg-en-Brisgau. On peut y voir Max Ackermann, Willi Baumeister, Paul Bollmann, Carry van Biema, Heinrich Eberhard (de), Adolf Fleischmann (en), Johannes Itten, Ida Kerkovius, Otto Meyer-Amden, Richard Neuz (de), Alfred Heinrich Pellegrini (en), Oskar Schlemmer, Hermann Stenner et Alfred Wickenburg.
Subissant les critiques des autres professeurs, il prend sa retraite de professeur en 1919, tout en donnant des cours privés comme pour Max Ackermann. Les succès de Willi Baumeister et Oskar Schlemmer, la succession par Paul Klee, les protestations aboutissent au licenciement du directeur Heinrich Altherr. Hölzel devient un peintre affranchi et se concentre sur des peintures de pastel et sur verre.
Une partie importante de ses œuvres, de ses travaux, de ses notes se trouvent maintenant à la Neue Staatsgalerie.

## Élèves

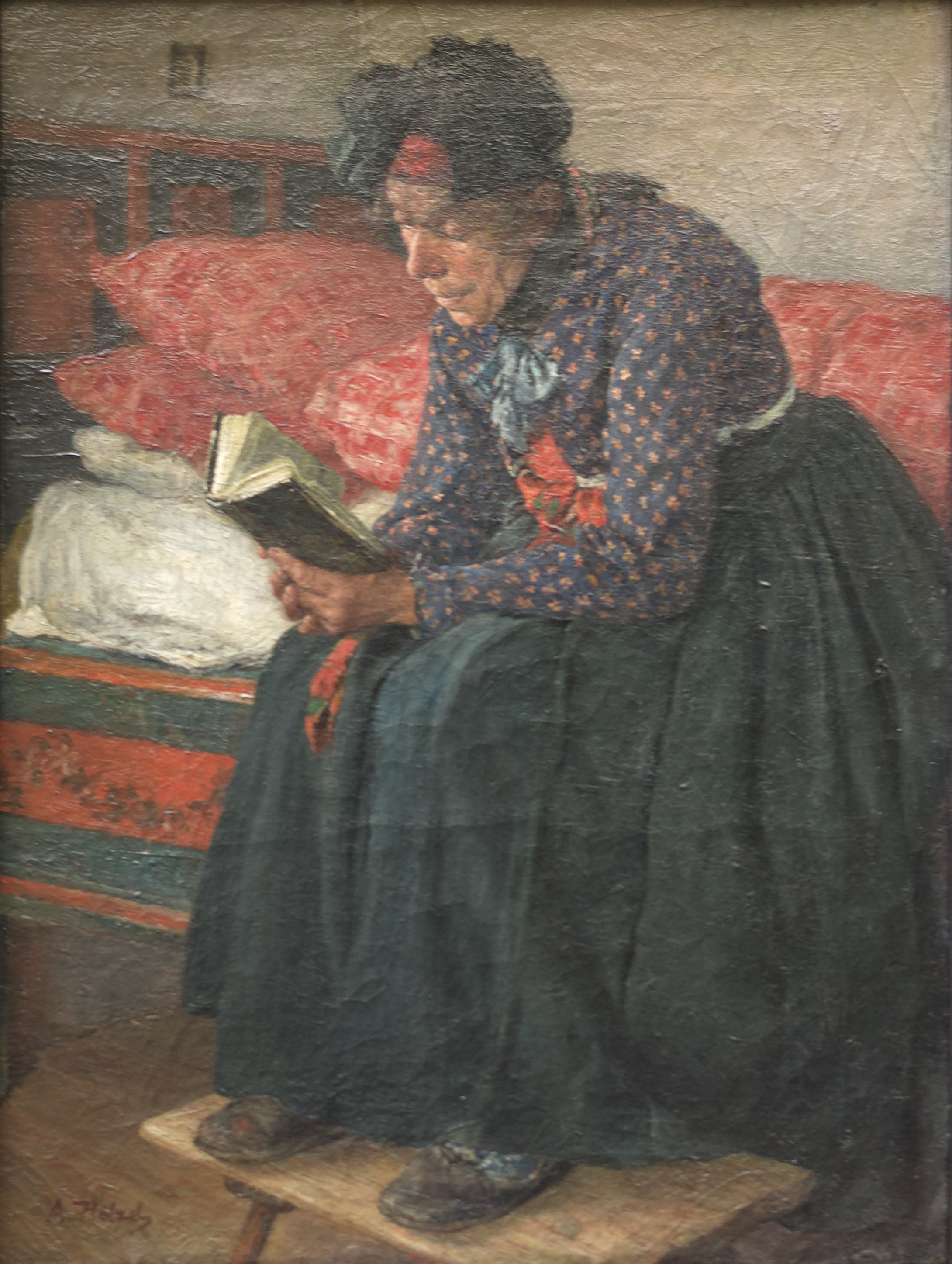
Dévotions. Neue Pinakothek, c 1888-91

- Max Ackermann
- Henry Albrecht
- Hanna Bekker vom Rath
- Willi Baumeister
- Hans Brühlmann
- Felix Bürgers
- Reinhard Caspar
- Gertraude Elisa Caspar
- Adolf Conadam
- Martha Cunz
- Else Haugk
- Agathe Doposcheg von Schwabenau
- Josef Eberz
- Carl Felber
- Adolf Richard Fleischmann
- Camille Graeser
- Clara Harnack
- Felix Albrecht Harta
- Lily Hildebrandt
- Karl Hils
- Johannes Itten
- Ida Kerkovius
- Maria Langer-Schöller
- Rudolf Levy
- Valerie May-Hülsmann
- Esther Mengold
- Otto Meyer-Amden
- Louis Moilliet
- Franz Mutzenbecher
- Richard Neuz
- Emil Nolde
- Olga Oppenheimer
- Alfred Heinrich Pellegrini
- Carl Olaf Petersen
- Leo Putz
- Ernst Rebmann
- Ida Roessler
- Oskar Schlemmer
- Hermann Stenner
- Amanda Tröndle-Engel
- Emmy Walther
- Paula Wimmer
- Emmy Wollner
- Alfred Wickenburg